# Emporte-moi
Emporte-moi (Libérame o Déjame ser libre) es una película franco-canadiense de 1999 filmada por la directora Lea Pool y protagonizada por Karine Vanesse. Cuenta la historia de Hanna, una chica luchando con su sexualidad y la depresión de sus padres mientras atraviesa la pubertad en Quebec. La película está fuertemente influenciada por el filme francés Vivre sa vie (Es mi vida) de Jean-Luc Godard.
La película ganó buenas críticas y varios premios, para Pool y Vanasse, incluyendo el premio a la mejor "Canadian feature" por la Toronto Film Critics Association.

## Trama
Hanna vive en una granja con sus abuelos y su tío con discapacidad mental cuando tiene su primer período. El inicio de su pubertad la lleva a tomar la decisión de regresar con sus madres a Montreal.
Regresando a la ciudad, Hanna retoma su relación con su madre depresiva, su padre errático y su hermano. La mamá de Hanna, una diseñadora de modas, deja a un lado sus sueños artísticos y da todo su tiempo para apoyar al papá de Hanna, un escritor que no es publicado pero que ella cree que es un genio, él, distante y errático, obtiene trabajo para un periódico, pero pronto renuncia y pasa todo el día jugando ajedrez en un café mientras su esposa piensa que está trabajando.
Hanna está fascinada con el personaje de Anna Karina en la película de Juan-Luc Godard, "Vivre sa vie" y pasa tu tiempo viendo el filme y tratando de imitarla. También empieza a darse cuenta de su homosexualidad, enamorándose de su maestra y besando a otra chica, Laura.
La madre de Hanna intenta suicidarse y mientras se recupera se queda con su padre.
Hanna busca hacer una relación de Laura con Paul, pero claramente la inclusión del chico es para ocultar su atracción lésbica. Esto culmina con un juego de botella entre los tres.
Hanna decide experimentar la prostitución, como su ídolo, Anna Karina, pero se arrepiente al último instante. 
Mientras el año escolar termina, la madre de Hanna regresa con su familia y Hanna encuentra una nueva manera de expresarse usando una cámara de video que le dio su maestra

## Producción
Emporte-moi es una producción de Canadá, Suiza y Francia.

## Reparto
- Karine Vanasse es Hanna.
- Pascale Bussières es la madre de Hanna.
- Miki Manojlovic es el padre de Hanna.
- Alexandre Mérineau es Paul, el hermano de Hanna.
- Charlotte Christeler es Laura.
- Nancy Huston es la maestra.
- Monique Mercure es la abuela de Hanna.
- Jacques Galipeau es el abuelo de Hanna.
- Carl Hennebert-Faulkner es Martin.
- Neil Kroetsch es el prestamista.
- Michel Albert es el guardia de seguridad.
- Gary Boudreault es el panadero.
- Marie-Hélène Gagnon es el casero.
- Suzanne Garceau es la enfermera.
- Normand Canac-Marquis es el proxeneta de Hanna.